# 第15回衆議院議員総選挙
第15回衆議院議員総選挙（だい15かいしゅうぎいんぎいんそうせんきょ）は、1924年（大正13年）5月10日に日本で行われた帝国議会（衆議院）議員の総選挙である。

## 概説
虎ノ門事件の責任を取り山本権兵衛内閣が総辞職し、後継首相として枢密院議長清浦奎吾に大命降下があった。清浦内閣は、1924年1月7日に成立するが、外務・陸海軍大臣を除く、全閣僚が貴族院議員であり、かつそのうちの半数がかつて清浦が代表だった研究会所属という顔ぶれだった。このため清浦内閣は「貴族院内閣」「特権内閣」などと呼ばれ、政党や言論界、そして国民世論から乖離しているとして、清浦内閣打倒を目指した第二次護憲運動の高揚を見ることとなる。
政党では、立憲政友会・憲政会・革新倶楽部の3党が提携していわゆる護憲三派（ごけんさんぱ）を結成する。三浦梧楼の斡旋により、1月18日三浦邸にて、加藤高明憲政会総裁、高橋是清政友会総裁、犬養毅革新倶楽部盟主は三党首会談を開催、政党内閣の確立、貴族院、官僚等、清浦内閣の支持勢力たる特権勢力の専横防止、三党の一致結束および清浦内閣退陣を申し合わせた。だが、立憲政友会の実力者床次竹二郎らが政権獲得を優先して脱党し、1月29日政友本党を結成して清浦内閣与党となった。一方、貴族院では清浦の威を借りる最大会派・研究会の強権的な議会運営に他の会派からの反研究会の動きが高まった。彼らは直接的には憲政擁護運動とは関わらなかったが、護憲三派に好意的な態度を見せた。
1月31日清浦内閣は、議会外における護憲三派の行動などを理由に衆議院を解散する。本来清浦内閣は5月10日の衆議院の任期満了までの選挙管理内閣として見られていたにもかかわらず、清浦が政権続投への意欲を見せ始めた事の表れだった。この解散は「懲罰解散」と呼ばれ国民各層の憤激を買った。なおこの総選挙は大正13年2月8日公布の詔書によるが、関東大震災の被災の影響で選挙人名簿作成に時間を要したため投票日がずれ込み、本来の任期満了予定日だった5月10日までの100日間を要したため、事実上の任期満了選挙となった。
選挙結果は、護憲三派が281名を当選させ絶対多数を獲得。清浦内閣与党の立場にあった政友本党は選挙前の149議席から33減らして116議席に留まった。清浦内閣は退陣し、組閣の大命は護憲三派の中の最大会派・憲政会の加藤高明に下った。

## 選挙データ

### 内閣
- 選挙時 : 清浦内閣
- 選挙後 : 加藤高明内閣

### 解散日
- 1924年（大正13年）1月31日

### 解散名
- 懲罰解散

### 公示日
- 1924年（大正13年）2月8日

### 投票日
- 1924年（大正13年）5月10日

### 改選数
- 464

### 選挙制度
- 小選挙区制（一部複数区制）
- 制限投票
  - 直接国税3円以上納税の満25歳以上の男性
  - 有権者　3,288,405

## 選挙結果

### 投票率
- 91.18%（前回比4.46%）

### 党派別獲得議席
- 護憲三派　（合計277議席）
  - 憲政会　146議席[1]
総裁＝加藤高明、幹事長＝三木武吉
  - 立憲政友会　101議席[1]
総裁＝高橋是清、幹事長＝岩崎勲
  - 革新倶楽部　30議席[1]
盟主＝犬養毅
- 政友本党　112議席[1]
総裁＝床次竹二郎、幹事長＝高橋光威
- 実業同志会　8議席[1]
会長＝武藤山治
- 中立（無所属）67議席[1]

## 議員

### 当選者
憲政会   政友本党   立憲政友会   革新倶楽部   実業同志会   中立 
※空欄の選挙区は複数定数選挙区の2位以下の当選を示す。
| 北海道   | 1区  | 一柳仲次郎   | 2区  | 山本厚三     | 3区  | 佐々木平次郎 | 4区  | 坂東幸太郎   | 5区  | 栗林五朔     |
| 北海道   | 6区  | 岡田伊太郎   | 7区  | 神部為蔵     |      | 松実喜代太   | 8区  | 東武         |      | 浅川浩       |
| 北海道   | 9区  | 小池仁郎     |      | 奥野小四郎   | 10区 | 手代木隆吉   | 11区 | 黒住成章     |      |              |
| 北海道   | 12区 | 丸山浪弥     |      | 沢田利吉     |      |              |      |              |      |              |
| 青森県   | 1区  | 工藤鉄男     | 2区  | 工藤十三雄   | 3区  | 兼田秀雄     | 4区  | 原田藤次郎   | 5区  | 小泉辰之助   |
| 青森県   | 6区  | 野村治三郎   | 7区  | 浦山助太郎   |      |              |      |              |      |              |
| 岩手県   | 1区  | 高橋是清     | 2区  | 藤川清助     | 3区  | 柏田忠一     | 4区  | 熊谷巌       | 5区  | 広瀬為久     |
| 岩手県   | 6区  | 志賀和多利   | 7区  | 柵瀬軍之佐   |      |              |      |              |      |              |
| 宮城県   | 1区  | 伊澤平左衛門 | 2区  | 菅原傳       | 3区  | 藤沢幾之輔   | 4区  | 内ヶ崎作三郎 | 5区  | 菅原英伍     |
| 宮城県   | 6区  | 星廉平       | 7区  | 斎藤仁太郎   |      |              |      |              |      |              |
| 秋田県   | 1区  | 田中隆三     | 2区  | 村山喜一郎   | 3区  | 信太儀右衛門 | 4区  | 町田忠治     | 5区  | 井出繁三郎   |
| 秋田県   | 6区  | 榊田清兵衛   | 7区  | 塩田団平     |      | 池田亀治     |      |              |      |              |
| 山形県   | 1区  | 佐々木春作   | 2区  | 宮島幹之助   | 3区  | 高橋熊次郎   |      | 西沢定吉     | 4区  | 西方利馬     |
| 山形県   | 5区  | 斎藤金吾     |      | 斎藤真三郎   |      | 熊谷直太     | 6区  | 細梅三郎     |      |              |
| 福島県   | 1区  | 大島要三     | 2区  | 町野武馬     | 3区  | 堀切善兵衛   |      | 紺野九右衛門 | 4区  | 粟山博       |
| 福島県   | 5区  | 菅村太事     | 6区  | 金沢安之助   | 7区  | 中野寅吉     | 8区  | 八田宗吉     | 9区  | 比佐昌平     |
| 福島県   | 10区 | 佐藤富十郎   |      |              |      |              |      |              |      |              |
| 茨城県   | 1区  | 菊池謙二郎   | 2区  | 河野正義     | 3区  | 宮本逸三     | 4区  | 大津淳一郎   |      | 石井三郎     |
| 茨城県   | 5区  | 内田信也     | 6区  | 原脩次郎     | 7区  | 磯部保次     | 8区  | 飯村五郎     | 9区  | 来栖七郎     |
| 茨城県   | 10区 | 小久保喜七   |      |              |      |              |      |              |      |              |
| 栃木県   | 1区  | 斎藤太兵衛   | 2区  | 斎藤藤四郎   | 3区  | 神田正雄     | 4区  | 榊原経武     |      | 小島七郎     |
| 栃木県   | 5区  | 高橋元四郎   | 6区  | 阿由葉勝作   | 7区  | 横田千之助   |      | 高田耘平     |      |              |
| 群馬県   | 1区  | 清水留三郎   | 2区  | 小林弥七     | 3区  | 武藤金吉     |      | 飯塚春太郎   |      |              |
| 群馬県   | 4区  | 木檜三四郎   |      | 木暮正一     | 5区  | 生方大吉     |      | 青木精一     | 6区  | 井本常作     |
| 埼玉県   | 1区  | 秦豊助       |      | 小島善作     | 2区  | 粕谷義三     |      | 神谷弥平     |      |              |
| 埼玉県   | 3区  | 松本真平     |      | 山口政二     | 4区  | 斎藤珪次     |      | 丸山五郎     | 5区  | 石井謹吾     |
| 埼玉県   | 6区  | 加藤政之助   |      |              |      |              |      |              |      |              |
| 千葉県   | 1区  | 志村清右衛門 | 2区  | 吉植庄一郎   | 3区  | 本多貞次郎   | 4区  | 今井健彦     | 5区  | 浜口吉兵衛   |
| 千葉県   | 6区  | 土屋清三郎   |      | 関和知       | 7区  | 森矗昶       | 8区  | 木村政次郎   |      | 鈴木隆       |
| 千葉県   | 9区  | 野田俊作     |      |              |      |              |      |              |      |              |
| 神奈川県 | 1区  | 若尾幾太郎   |      | 大浜忠三郎   |      | 平沼亮三     | 2区  | 小泉又次郎   | 3区  | 小野重行     |
| 神奈川県 | 4区  | 川口義久     | 5区  | 山宮藤吉     |      | 上原好雄     | 6区  | 山口左一     | 7区  | 平川松太郎   |
| 山梨県   | 1区  | 若尾璋八     | 2区  | 田邊七六     | 3区  | 竹内友治郎   | 4区  | 望月小太郎   | 5区  | 藤田胸太郎   |
| 東京府   | 1区  | 本田義成     | 2区  | 林田亀太郎   | 3区  | 横山勝太郎   | 4区  | 関直彦       | 5区  | 高木益太郎   |
| 東京府   | 6区  | 太田信治郎   |      | 磯部尚       |      | 宮崎三之助   | 7区  | 頼母木桂吉   |      | 安藤正純     |
| 東京府   | 8区  | 作間耕逸     |      | 矢野鉉吉     |      | 古島一雄     | 9区  | 中原徳太郎   | 10区 | 鳩山一郎     |
| 東京府   | 11区 | 三木武吉     | 12区 | 八並武治     | 13区 | 石川安次郎   |      | 高木正年     |      | 土屋興       |
| 東京府   | 14区 | 浅賀長兵衛   |      | 前田米蔵     | 15区 | 中島守利     | 16区 | 瀬沼伊兵衛   |      | 小島証作     |
| 新潟県   | 1区  | 松井郡治     | 2区  | 山田又司     | 3区  | 増田義一     | 4区  | 山田助作     |      |              |
| 新潟県   | 5区  | 高橋光威     |      | 石塚三郎     | 6区  | 加藤知正     |      | 建部遯吾     |      |              |
| 新潟県   | 7区  | 吉原義雄     |      | 堤清六       | 8区  | 中村貞吉     | 9区  | 石黒大次郎   | 10区 | 関矢孫一     |
| 新潟県   | 11区 | 高鳥順作     | 12区 | 大竹謙治     |      | 富永孝太郎   | 13区 | 山本悌二郎   |      |              |
| 富山県   | 1区  | 高見之通     | 2区  | 荒井建三     | 3区  | 石坂豊一     | 4区  | 寺島権蔵     |      |              |
| 富山県   | 5区  | 上埜安太郎   |      | 野村嘉六     | 6区  | 石原正太郎   |      |              |      |              |
| 石川県   | 1区  | 永井柳太郎   | 2区  | 堀喜幸       | 3区  | 米原於菟男   | 4区  | 青山憲三     |      | 室木弥次郎   |
| 石川県   | 5区  | 佐藤実       |      |              |      |              |      |              |      |              |
| 福井県   | 1区  | 山本条太郎   | 2区  | 猪野毛利栄   |      | 谷口宇右衛門 | 3区  | 熊谷五右衛門 | 4区  | 土生彰       |
| 福井県   | 5区  | 河崎清       |      |              |      |              |      |              |      |              |
| 長野県   | 1区  | 笠原忠造     | 2区  | 畔田明       | 3区  | 松本忠雄     | 4区  | 蟻川五郎作   | 5区  | 山本慎平     |
| 長野県   | 6区  | 深井功       | 7区  | 降旗元太郎   |      | 二木洵       | 8区  | 植原悦二郎   | 9区  | 岡部次郎     |
| 長野県   | 10区 | 小川平吉     | 11区 | 戸田由美     | 12区 | 樋口秀雄     |      |              |      |              |
| 岐阜県   | 1区  | 河崎助太郎   | 2区  | 奥村千蔵     | 3区  | 武藤嘉門     | 4区  | 青木知四郎   |      | 高木音蔵     |
| 岐阜県   | 5区  | 井上孝哉     | 6区  | 山田道兄     | 7区  | 佐々木文一   | 8区  | 古屋慶隆     | 9区  | 牧野良三     |
| 静岡県   | 1区  | 松本君平     | 2区  | 中村四郎兵衛 | 3区  | 宮崎友太郎   | 4区  | 平野光雄     | 5区  | 岩崎勲       |
| 静岡県   | 6区  | 鈴木富士彌   | 7区  | 松浦五兵衛   |      | 三橋四郎次   | 8区  | 永田善三郎   |      |              |
| 静岡県   | 9区  | 倉元要一     |      | 山本勝次     | 10区 | 小泉策太郎   |      | 黒田重兵衛   |      |              |
| 愛知県   | 1区  | 小山松寿     |      | 田中善立     |      | 加藤鐐五郎   | 2区  | 大口喜六     | 3区  | 近藤重三郎   |
| 愛知県   | 4区  | 松山兼三郎   |      | 鈴置倉次郎   | 5区  | 丹下茂十郎   | 6区  | 加藤鯛一     | 7区  | 服部英明     |
| 愛知県   | 8区  | 三輪市太郎   | 9区  | 清水市太郎   | 10区 | 武富済       | 11区 | 岡本実太郎   |      | 浦野謙朗     |
| 愛知県   | 12区 | 加藤六蔵     | 13区 | 杉浦武雄     |      |              |      |              |      |              |
| 三重県   | 1区  | 堀田義次郎   | 2区  | 井口延次郎   | 3区  | 浜田国松     | 4区  | 小屋光雄     |      |              |
| 三重県   | 5区  | 伊坂秀五郎   |      | 横山一格     | 6区  | 加藤久米四郎 | 7区  | 安保庸三     | 8区  | 尾崎行雄     |
| 三重県   | 9区  | 竹原樸一     | 10区 | 川崎克       |      |              |      |              |      |              |
| 滋賀県   | 1区  | 兼松寅太郎   | 2区  | 平井光三郎   | 3区  | 井上敬之助   | 4区  | 高井商二     | 5区  | 堤康次郎     |
| 滋賀県   | 6区  | 藤沢万九郎   |      |              |      |              |      |              |      |              |
| 京都府   | 1区  | 鷲野米太郎   |      | 森田茂       | 2区  | 片岡直温     |      | 田崎信蔵     | 3区  | 川崎安之助   |
| 京都府   | 4区  | 長田桃蔵     | 5区  | 木戸豊吉     | 6区  | 村上国吉     | 7区  | 吉村伊助     |      |              |
| 大阪府   | 1区  | 前野芳造     |      | 板野友造     |      | 筒井民次郎   | 2区  | 田中譲       |      | 武内作平     |
| 大阪府   | 3区  | 吉津度       |      | 広瀬徳蔵     |      | 清瀬一郎     |      |              |      |              |
| 大阪府   | 4区  | 武藤山治     |      | 沼田嘉一郎   |      | 山本芳治     | 5区  | 山口義一     |      |              |
| 大阪府   | 6区  | 森田政義     |      | 吉川吉郎兵衛 | 7区  | 佐竹庄七     |      | 植場平       | 8区  | 岩崎幸治郎   |
| 大阪府   | 9区  | 田中萬逸     | 10区 | 中林友信     | 11区 | 井阪豊光     |      |              |      |              |
| 兵庫県   | 1区  | 砂田重政     |      | 森田金蔵     |      | 折原巳一郎   | 2区  | 田中武雄     | 3区  | 中馬興丸     |
| 兵庫県   | 4区  | 前田房之助   | 5区  | 下岡忠治     | 6区  | 井上雅二     | 7区  | 広岡宇一郎   | 8区  | 多木久米次郎 |
| 兵庫県   | 9区  | 藤井忠兵衛   | 10区 | 井上虎治     | 11区 | 土井権大     |      | 原惣兵衛     | 12区 | 若宮貞夫     |
| 兵庫県   | 13区 | 斎藤隆夫     | 14区 | 千葉宮次郎   |      | 小寺謙吉     |      |              |      |              |
| 奈良県   | 1区  | 関俊吉       | 2区  | 福井甚三     | 3区  | 馬場義興     | 4区  | 八木逸郎     | 5区  | 大園栄三郎   |
| 和歌山県 | 1区  | 中村啓次郎   | 2区  | 岡崎邦輔     | 3区  | 隅田豊吉     |      | 松山常次郎   |      |              |
| 和歌山県 | 4区  | 中村巍       |      | 田渕豊吉     |      |              |      |              |      |              |
| 鳥取県   | 1区  | 由谷義治     | 2区  | 谷口源十郎   | 3区  | 山枡儀重     | 4区  | 三好栄次郎   |      |              |
| 島根県   | 1区  | 佐藤球三郎   | 2区  | 櫻内幸雄     | 3区  | 木村小左衛門 |      | 原夫次郎     | 4区  | 平田民之助   |
| 島根県   | 5区  | 俵孫一       | 6区  | 古川清       |      |              |      |              |      |              |
| 岡山県   | 1区  | 岡田忠彦     | 2区  | 星島二郎     | 3区  | 小橋藻三衛   |      | 清水長郷     | 4区  | 犬養毅       |
| 岡山県   | 5区  | 小川郷太郎   |      | 高草美代蔵   | 6区  | 西村丹治郎   | 7区  | 湛増庸一     | 8区  | 土居通憲     |
| 広島県   | 1区  | 早速整爾     | 2区  | 渡辺伍       | 3区  | 嶋居哲       | 4区  | 井上利八     | 5区  | 横山金太郎   |
| 広島県   | 6区  | 河野暁       | 7区  | 荒川五郎     |      | 吉田真策     | 8区  | 山道襄一     | 9区  | 望月圭介     |
| 広島県   | 10区 | 金田平兵衛   | 11区 | 湯浅凡平     | 12区 | 栗延敬太郎   | 13区 | 梅田寛一     |      |              |
| 山口県   | 1区  | 秋田寅之介   | 2区  | 古林新治     | 3区  | 児玉右二     | 4区  | 渡辺祐策     | 5区  | 藤田包助     |
| 山口県   | 6区  | 大岡育造     | 7区  | 長岡外史     | 8区  | 吉木陽       | 9区  | 永田新之允   |      |              |
| 徳島県   | 1区  | 海原清平     | 2区  | 原田佐之治   | 3区  | 谷原公       | 4区  | 生田和平     | 5区  | 高島兵吉     |
| 徳島県   | 6区  | 秋田清       |      |              |      |              |      |              |      |              |
| 香川県   | 1区  | 田中定吉     | 2区  | 三善清之     | 3区  | 戸沢民十郎   | 4区  | 小西和       |      |              |
| 香川県   | 5区  | 三土忠造     |      | 山下谷次     | 6区  | 松田三徳     |      |              |      |              |
| 愛媛県   | 1区  | 杉宜陳       | 2区  | 成田栄信     |      | 岡田温       | 3区  | 河上哲太     |      | 村上紋四郎   |
| 愛媛県   | 4区  | 小野寅吉     | 5区  | 高山長幸     | 6区  | 佐々木長治   | 7区  | 太宰孫九     |      |              |
| 高知県   | 1区  | 中谷貞頼     | 2区  | 濱口雄幸     |      | 大石大       | 3区  | 傍士定治     | 4区  | 下元鹿之助   |
| 高知県   | 5区  | 小野義一     |      |              |      |              |      |              |      |              |
| 福岡県   | 1区  | 中野正剛     | 2区  | 古林喜代太   | 3区  | 内野辰次郎   | 4区  | 坂井大輔     | 5区  | 吉田磯吉     |
| 福岡県   | 6区  | 河波荒次郎   | 7区  | 野田卯太郎   | 8区  | 山口恒太郎   | 9区  | 中村清造     |      |              |
| 福岡県   | 10区 | 赤間嘉之吉   |      | 大里広次郎   |      | 青柳郁次郎   | 11区 | 山内範造     | 12区 | 有馬頼寧     |
| 福岡県   | 13区 | 山崎達之輔   | 14区 | 大内暢三     | 15区 | 坂梨哲       | 16区 | 宮崎松次郎   | 17区 | 神崎勲       |
| 佐賀県   | 1区  | 福田五郎     | 2区  | 中野実       | 3区  | 加藤十四郎   | 4区  | 田口文次     |      | 西英太郎     |
| 佐賀県   | 5区  | 川原茂輔     |      |              |      |              |      |              |      |              |
| 長崎県   | 1区  | 西岡竹次郎   | 2区  | 富田愿之助   | 3区  | 則元由庸     |      | 今里準太郎   |      |              |
| 長崎県   | 4区  | 志波安一郎   |      | 橋本喜造     | 5区  | 森肇         | 6区  | 牧山耕蔵     | 7区  | 向井倭雄     |
| 熊本県   | 1区  | 佐藤潤象     | 2区  | 高木第四郎   | 3区  | 大麻唯男     | 4区  | 小橋一太     |      | 安達謙蔵     |
| 熊本県   | 5区  | 藤井敬慎     |      | 中山貞雄     | 6区  | 原田十衛     |      | 島本信二     | 7区  | 池田泰親     |
| 大分県   | 1区  | 箕浦勝人     | 2区  | 金光庸夫     | 3区  | 木下謙次郎   | 4区  | 吉良元夫     | 5区  | 中野猪之助   |
| 大分県   | 6区  | 元田肇       | 7区  | 松田源治     |      | 重松重治     |      |              |      |              |
| 宮崎県   | 1区  | 長峰与一     |      | 吉松忠敬     | 2区  | 陣軍吉       |      | 永井作次     | 3区  | 佐藤重遠     |
| 鹿児島県 | 1区  | 床次竹二郎   | 2区  | 岩切重雄     | 3区  | 中村嘉寿     |      | 前田兼宝     | 4区  | 蔵園三四郎   |
| 鹿児島県 | 5区  | 寺田市正     |      | 東幸治       | 6区  | 津崎尚武     | 7区  | 東郷実       |      | 浜田精蔵     |
| 鹿児島県 | 8区  | 禱苗代       |      |              |      |              |      |              |      |              |
| 沖縄県   | 1区  | 岸本賀昌     | 2区  | 手塚正次     |      | 宜保成晴     | 3区  | 神村吉郎     | 4区  | 麓純義       |

#### 補欠当選等
憲政会   立憲民政党   立憲政友会   政友本党   実業同志会   中立 
| 年                                                                                    | 月日  | 選挙区    | 選出              | 新旧別 | 当選者       | 所属党派   | 欠員         | 所属党派   | 欠員事由                     |
| ------------------------------------------------------------------------------------- | ----- | --------- | ----------------- | ------ | ------------ | ---------- | ------------ | ---------- | ---------------------------- |
| 1924                                                                                  | 10.21 | 高知3区   | 補欠選挙          | 新     | 宇田友四郎   | 憲政会     | 傍士定治     | 立憲政友会 | 1924.8.30死去                |
| 1925                                                                                  | 1.16  | 沖縄2区   | 補欠選挙          | 新     | 大城幸之一   | 政友本党   | 手塚正次     | 中立       | 1924.12.6死去                |
| 1925                                                                                  | 3.30  | 栃木7区   | 補欠選挙          | 元     | 森恪         | 立憲政友会 | 横田千之助   | 立憲政友会 | 1925.2.4死去                 |
| 1925                                                                                  | 4.15  | 長崎1区   | 補欠選挙          | 元     | 本田恒之     | 憲政会     | 西岡竹次郎   | 中立       | 1925.2.20選挙法違反          |
| 1925                                                                                  | 4.28  | 千葉6区   | 補欠選挙          | 新     | 千葉三郎     | 中立       | 関和知       | 憲政会     | 1925.2.18死去                |
| 1925                                                                                  | 5.21  | 大阪1区   | 補欠選挙          | 元     | 紫安新九郎   | 憲政会     | 筒井民次郎   | 政友本党   | 1925.3.26選挙法違反          |
| 1925                                                                                  | 6.15  | 愛媛5区   | 再選挙            | 元     | 高山長幸     | 立憲政友会 | 高山長幸     | 立憲政友会 | 1925.4.7選挙無効             |
| 1925                                                                                  | 7.17  | 山形6区   | 補欠選挙          | 元     | 松岡俊三     | 立憲政友会 | 細梅三郎     | 立憲政友会 | 1925.5.25辞職                |
| 1925                                                                                  | 7.22  | 東京8区   | 補欠選挙          | 元     | 佐々木安五郎 | 中立       | 古島一雄     | 立憲政友会 | 1925.6.3辞職                 |
| 1925                                                                                  | 7.22  | 岡山4区   | 補欠選挙          | 元     | 犬養毅       | 立憲政友会 | 犬養毅       | 立憲政友会 | 1925.6.3辞職                 |
| 1925                                                                                  | 8.3   | 鹿児島5区 | 補欠選挙          | 新     | 児玉実良     | 政友本党   | 東幸治       | 政友本党   | 1925.6.21死去                |
| 1925                                                                                  | 8.4   | 香川2区   | 補欠選挙          | 元     | 三善清之     | 立憲政友会 | 三善清之     | 立憲政友会 | 1925.6.23選挙法違反          |
| 1925                                                                                  | 8.28  | 山形5区   | 補欠選挙          | 元     | 石川長右衛門 | 中立       | 斎藤真三郎   | 中立       | 1925.7.18死去                |
| 1925                                                                                  | 9.3   | 長野9区   | 補欠選挙          | 新     | 篠原和市     | 立憲政友会 | 岡部次郎     | 憲政会     | 1925.7.8死去                 |
| 1925                                                                                  | 9.24  | 青森5区   | 更正決定          | 新     | 平山為之助   | 立憲政友会 | 小泉辰之助   | 政友本党   | 1925.8.6当選無効             |
| 1925                                                                                  | 9.26  | 大阪9区   | 補欠選挙          | 元     | 田中萬逸     | 憲政会     | 田中萬逸     | 憲政会     | 1925.8.19選挙法違反          |
| 1925                                                                                  | 10.15 | 埼玉5区   | 補欠選挙          | 元     | 近藤達児     | 立憲政友会 | 石井謹吾     | 立憲政友会 | 1925.9.2死去                 |
| 1925                                                                                  | 10.25 | 高知3区   | 補欠選挙          | 元     | 富田幸次郎   | 憲政会     | 宇田友四郎   | 憲政会     | 1925.9.8辞職                 |
| 1925                                                                                  | 10.29 | 宮城1区   | 補欠選挙          | 元     | 村松亀一郎   | 憲政会     | 伊澤平左衛門 | 立憲政友会 | 1925.9.29任貴族院議員        |
| 1925                                                                                  | 12.19 | 東京13区  | 補欠選挙          | 新     | 斯波貞吉     | 憲政会     | 石川安次郎   | 憲政会     | 1925.11.12死去               |
| 1925                                                                                  | 12.22 | 神奈川1区 | 補欠選挙          | 元     | 戸井嘉作     | 憲政会     | 大浜忠三郎   | 憲政会     | 1925.11.24死去               |
| 1925                                                                                  | 12.24 | 福井5区   | 補欠選挙          | 元     | 山口嘉七     | 憲政会     | 河崎清       | 政友本党   | 1925.11.17死去               |
| 1925                                                                                  | 12.24 | 岡山7区   | 補欠選挙          | 新     | 山谷徳治郎   | 中立       | 湛増庸一     | 中立       | 1925.11.19選挙法違反         |
| 1925                                                                                  | 12.25 | 兵庫5区   | 補欠選挙          | 新     | 野原種次郎   | 中立       | 下岡忠治     | 中立       | 1925.11.22死去               |
| 1926                                                                                  | 3.1   | 岡山8区   | 補欠選挙          | 新     | 難波清人     | 立憲政友会 | 土居通憲     | 立憲政友会 | 1926.1.21辞職                |
| 1926                                                                                  | 3.15  | 大分3区   | 更正決定          | 新     | 羽田彦四郎   | 憲政会     | 木下謙次郎   | 立憲政友会 | 1926.3.6当選無効             |
| 1926                                                                                  | 4.25  | 滋賀6区   | 補欠選挙          | 新     | 田中養達     | 憲政会     | 藤沢万九郎   | 立憲政友会 | 1926.3.29死去                |
| 1926                                                                                  | 6.13  | 愛知4区   | 補欠選挙          | 新     | 西脇晋       | 憲政会     | 鈴置倉次郎   | 憲政会     | 1926.5.6死去                 |
| 1926                                                                                  | 6.25  | 大分1区   | 補欠選挙          | 新     | 三浦数平     | 中立       | 箕浦勝人     | 憲政会     | 1926.5.5辞職                 |
| 1926                                                                                  | 8.12  | 大阪2区   | 再選挙            | 元     | 田中譲       | 実業同志会 | 田中譲       | 実業同志会 | 1926.7.10選挙法違反          |
| 1926                                                                                  | 8.12  | 大阪1区   | 補欠選挙 の再選挙 | 新     | 羽室庸之助   | 実業同志会 | 紫安新九郎   | 憲政会     | 1926.4.29選挙無効            |
| 1926                                                                                  | 10.4  | 福岡10区  | 補欠選挙          | 新     | 山内確三郎   | 立憲政友会 | 赤間嘉之吉   | 立憲政友会 | 1926.8.24死去                |
| 1926                                                                                  | 11.1  | 鹿児島7区 | 補欠選挙          | 新     | 逆瀬川仁次郎 | 政友本党   | 浜田精蔵     | 立憲政友会 | 1926.9.8死去                 |
| 1926                                                                                  | 11.9  | 大阪1区   | 補欠選挙          | 元     | 筒井民次郎   | 政友本党   | 前野芳造     | 実業同志会 | 1926.10.1死去                |
| 1926                                                                                  | 11.13 | 広島1区   | 補欠選挙          | 新     | 江藤栄吉     | 憲政会     | 早速整爾     | 憲政会     | 1926.9.14死去                |
| 1926                                                                                  | 12.21 | 長野1区   | 補欠選挙          | 新     | 伝田清作     | 憲政会     | 笠原忠造     | 立憲政友会 | 1926.11.12死去               |
| 1927                                                                                  | 2.27  | 山梨1区   | 補欠選挙          | 新     | 村松甚蔵     | 憲政会     | 若尾璋八     | 立憲政友会 | 1926.12.28辞職               |
| 1927                                                                                  | 3.1   | 静岡5区   | 補欠選挙          | 新     | 庄司良朗     | 立憲政友会 | 岩崎勲       | 立憲政友会 | 1927.1.18死去                |
| 1927                                                                                  | 3.22  | 福岡7区   | 補欠選挙          | 新     | 貝谷真孜     | 立憲政友会 | 野田卯太郎   | 立憲政友会 | 1927.2.23死去                |
| 1927                                                                                  | 3.28  | 埼玉3区   | 補欠選挙          | 新     | 横川重次     | 中立       | 山口政二     | 中立       | 1927.2.23死去                |
| 1927                                                                                  | 3.29  | 山梨5区   | 補欠選挙          | 元     | 穴水要七     | 立憲政友会 | 藤田胸太郎   | 立憲政友会 | 1927.2.21死去                |
| 1927                                                                                  | 4.18  | 長崎2区   | 補欠選挙          | 新     | 富田等平     | 政友本党   | 富田愿之助   | 政友本党   | 1927.3.8死去                 |
| 1927                                                                                  | 5.7   | 京都5区   | 補欠選挙          | 新     | 垂水新太郎   | 中立       | 木戸豊吉     | 立憲政友会 | 1927.3.15死去                |
| 1927                                                                                  | 6.1   | 福岡12区  | 補欠選挙          | 元     | 有馬秀雄     | 立憲政友会 | 有馬頼寧     | 立憲政友会 | 1927.4.1襲爵                 |
| 1927                                                                                  | 6.18  | 徳島1区   | 補欠選挙          | 新     | 渡邊正清     | 立憲民政党 | 海原清平     | 立憲政友会 | 1927.4.19選挙法第11条ノ4該当 |
| 1927                                                                                  | 6.20  | 茨城4区   | 補欠選挙          | 新     | 川崎巳之太郎 | 立憲政友会 | 大津淳一郎   | 憲政会     | 1927.4.18任貴族院議員        |
| 1927                                                                                  | 6.20  | 東京4区   | 補欠選挙          | 元     | 田川大吉郎   | 中立       | 関直彦       | 中立       | 1927.4.18任貴族院議員        |
| 1927                                                                                  | 6.20  | 埼玉6区   | 補欠選挙          | 新     | 松本金太郎   | 立憲民政党 | 加藤政之助   | 憲政会     | 1927.4.18任貴族院議員        |
| 1927                                                                                  | 7.3   | 北海道5区 | 補欠選挙          | 新     | 板谷順助     | 立憲政友会 | 栗林五朔     | 政友本党   | 1927.5.4死去                 |
| 1927                                                                                  | 7.27  | 鹿児島8区 | 補欠選挙          | 新     | 久留義郷     | 立憲民政党 | 禱苗代       | 政友本党   | 1927.5.13死去                |
| 1927                                                                                  | 7.28  | 山梨4区   | 補欠選挙          | 新     | 土屋岩保     | 中立       | 望月小太郎   | 憲政会     | 1927.5.19死去                |
| 1927                                                                                  | 9.7   | 滋賀3区   | 補欠選挙          | 新     | 清水銀蔵     | 立憲政友会 | 井上敬之助   | 立憲政友会 | 1927.8.10死去                |
| 1927                                                                                  | 9.12  | 神奈川1区 | 補欠選挙          | 新     | 三宅磐       | 立憲民政党 | 平沼亮三     | 立憲民政党 | 1927.7.17辞職                |
| 1927                                                                                  | 11.26 | 広島7区   | 補欠選挙          | 新     | 名川侃市     | 立憲政友会 | 吉田真策     | 立憲政友会 | 1927.9.29死去                |
| 1927                                                                                  | 12.5  | 広島6区   | 補欠選挙          | 新     | 藤田若水     | 立憲民政党 | 河野暁       | 立憲民政党 | 1927.10.21死去               |
| 出典：衆議院・参議院編『議会制度百年史 - 院内会派編衆議院の部』大蔵省印刷局、1990年。 |       |           |                   |        |              |            |              |            |                              |

### 初当選
計218名
憲政会
69名
- 神部為蔵（北海道7区）
- 手代木隆吉（北海道10区）
- 沢田利吉（北海道12区）
- 内ヶ崎作三郎（宮城4区）
- 菅原英伍（宮城5区）
- 斎藤仁太郎（宮城7区）
- 信太儀右衛門（秋田3区）
- 塩田団平（秋田7区）
- 斎藤金吾（山形5区）
- 大島要三（福島1区）
- 紺野九右衛門（福島3区）
- 菅村太事（福島5区）
- 比佐昌平（福島9区）
- 佐藤富十郎（福島10区）

- 斎藤太兵衛（栃木1区）
- 小島七郎（栃木4区）
- 高橋元四郎（栃木5区）
- 生方大吉（群馬5区）
- 井本常作（群馬6区）
- 平川松太郎（神奈川7区）
- 石川安次郎（東京13区）
- 小島証作（東京16区）
- 松井郡治（新潟1区）
- 山田又司（新潟2区）
- 山田助作（新潟4区）
- 石塚三郎（新潟5区）
- 吉原義雄（新潟7区）
- 中村貞吉（新潟8区）

- 石黒大次郎（新潟9区）
- 関矢孫一（新潟10区）
- 荒井建三（富山2区）
- 寺島権蔵（富山4区）
- 佐藤実（石川5区）
- 谷口宇右衛門（福井2区）
- 土生彰（福井4区）
- 松本忠雄（長野3区）
- 戸田由美（長野11区）
- 奥村千蔵（岐阜2区）
- 三橋四郎次（静岡7区）
- 永田善三郎（静岡8区）
- 山本勝次（静岡9区）
- 黒田重兵衛（静岡10区）

- 近藤重三郎（愛知3区）
- 加藤鯛一（愛知6区）
- 服部英明（愛知7区）
- 武富済（愛知10区）
- 岡本実太郎（愛知11区）
- 加藤六蔵（愛知12区）
- 杉浦武雄（愛知13区）
- 横山一格（三重5区）
- 村上国吉（京都6区）
- 広瀬徳蔵（大阪3区）
- 関俊吉（奈良1区）
- 由谷義治（鳥取1区）
- 谷口源十郎（鳥取2区）
- 山枡儀重（鳥取3区）

- 佐藤球三郎（島根1区）
- 木村小左衛門（島根3区）
- 俵孫一（島根5区）
- 河野暁（広島6区）
- 栗延敬太郎（広島12区）
- 戸沢民十郎（香川3区）
- 村上紋四郎（愛媛3区）
- 中谷貞頼（高知1区）
- 大里広次郎（福岡10区）
- 宮崎松次郎（福岡16区）
- 中野実（佐賀2区）
- 加藤十四郎（佐賀3区）
- 藤井敬慎（熊本5区）

政友本党
48名
- 丸山浪弥（北海道12区）
- 工藤十三雄（青森2区）
- 兼田秀雄（青森3区）
- 小泉辰之助（青森5区）
- 柏田忠一（岩手3区）
- 星廉平（宮城6区）
- 井出繁三郎（秋田5区）
- 小島善作（埼玉1区）
- 志村清右衛門（千葉1区）
- 川口義久（神奈川4区）

- 上原好雄（神奈川5区）
- 堀喜幸（石川2区）
- 青山憲三（石川4区）
- 中村四郎兵衛（静岡2区）
- 倉元要一（静岡9区）
- 加藤鐐五郎（愛知1区）
- 松山兼三郎（愛知4区）
- 浦野謙朗（愛知11区）
- 井口延次郎（三重2区）
- 筒井民次郎（大阪1区）

- 沼田嘉一郎（大阪4区）
- 森田政義（大阪6区）
- 折原巳一郎（兵庫1区）
- 前田房之助（兵庫4区）
- 井上虎治（兵庫10区）
- 原惣兵衛（兵庫11区）
- 千葉宮次郎（兵庫14区）
- 大園栄三郎（奈良5区）
- 清水長郷（岡山3区）
- 湛増庸一（岡山7区）

- 梅田寛一（広島13区）
- 谷原公（徳島3区）
- 小野寅吉（愛媛4区）
- 太宰孫九（愛媛7区）
- 田口文次（佐賀4区）
- 富田愿之助（長崎2区）
- 志波安一郎（長崎4区）
- 森肇（長崎5区）
- 中山貞雄（熊本5区）
- 吉松忠敬（宮崎1区）

- 佐藤重遠（宮崎3区）
- 中村嘉寿（鹿児島3区）
- 前田兼宝（鹿児島3区）
- 蔵園三四郎（鹿児島4区）
- 寺田市正（鹿児島5区）
- 東郷実（鹿児島7区）
- 浜田精蔵（鹿児島7区）
- 神村吉郎（沖縄3区）

立憲政友会
38名
- 高橋是清（岩手1区）
- 藤川清助（岩手2区）
- 熊谷巌（岩手4区）
- 佐々木春作（山形1区）
- 高橋熊次郎（山形3区）
- 西方利馬（山形4区）
- 内田信也（茨城5区）
- 飯村五郎（茨城8区）
- 来栖七郎（茨城9区）
- 木暮正一（群馬4区）

- 青木精一（群馬5区）
- 松本真平（埼玉3区）
- 石井謹吾（埼玉5区）
- 今井健彦（千葉4区）
- 野田俊作（千葉9区）
- 若尾幾太郎（神奈川1区）
- 田邊七六（山梨2区）
- 竹内友治郎（山梨3区）
- 藤田胸太郎（山梨5区）
- 矢野鉉吉（東京8区）

- 瀬沼伊兵衛（東京16区）
- 加藤知正（新潟6区）
- 大竹謙治（新潟12区）
- 竹原樸一（三重9区）
- 兼松寅太郎（滋賀1区）
- 高井商二（滋賀4区）
- 藤沢万九郎（滋賀6区）
- 吉津度（大阪3区）
- 中村巍（和歌山4区）
- 渡辺伍（広島2区）

- 嶋居哲（広島3区）
- 吉田真策（広島7区）
- 藤田包助（山口5区）
- 山下谷次（香川5区）
- 佐々木長治（愛媛6区）
- 傍士定治（高知3区）
- 内野辰次郎（福岡3区）
- 坂梨哲（福岡15区）

革新倶楽部
5名
- 斎藤真三郎（山形5区）
- 田崎信蔵（京都2区）
- 山本芳治（大阪4区）
- 馬場義興（奈良3区）
- 井上利八（広島4区）

実業同志会
7名
- 小林弥七（群馬2区）
- 鷲野米太郎（京都1区）
- 前野芳造（大阪1区）
- 田中譲（大阪2区）
- 武藤山治（大阪4区）

- 森田金蔵（兵庫1区）
- 古林喜代太（福岡2区）

中立
51名
- 坂東幸太郎（北海道4区）
- 奥野小四郎（北海道9区）
- 工藤鉄男（青森1区）
- 浦山助太郎（青森7区）
- 宮島幹之助（山形2区）
- 町野武馬（福島2区）
- 菊池謙二郎（茨城1区）
- 斎藤藤四郎（栃木2区）
- 神田正雄（栃木3区）
- 山口政二（埼玉3区）
- 丸山五郎（埼玉4区）

- 森矗昶（千葉7区）
- 山口左一（神奈川6区）
- 本田義成（東京1区）
- 堤清六（新潟7区）
- 石坂豊一（富山3区）
- 猪野毛利栄（福井2区）
- 畔田明（長野2区）
- 蟻川五郎作（長野4区）
- 山本慎平（長野5区）
- 深井功（長野6区）
- 二木洵（長野7区）

- 青木知四郎（岐阜4区）
- 高木音蔵（岐阜4区）
- 山田道兄（岐阜6区）
- 丹下茂十郎（愛知5区）
- 堀田義次郎（三重1区）
- 小屋光雄（三重4区）
- 安保庸三（三重7区）
- 平井光三郎（滋賀2区）
- 堤康次郎（滋賀5区）
- 吉村伊助（京都7区）
- 井上雅二（兵庫6区）

- 藤井忠兵衛（兵庫9区）
- 若宮貞夫（兵庫12区）
- 三好栄次郎（鳥取4区）
- 岡田忠彦（岡山1区）
- 長岡外史（山口7区）
- 永田新之允（山口9区）
- 杉宜陳（愛媛1区）
- 岡田温（愛媛2区）
- 下元鹿之助（高知4区）
- 小野義一（高知5区）
- 有馬頼寧（福岡12区）

- 山崎達之輔（福岡13区）
- 福田五郎（佐賀1区）
- 西岡竹次郎（長崎1区）
- 今里準太郎（長崎3区）
- 佐藤潤象（熊本1区）
- 大麻唯男（熊本3区）
- 中野猪之助（大分5区）

### 返り咲き・復帰
計51名
憲政会
17名
- 柵瀬軍之佐（岩手7区）
- 藤沢幾之輔（宮城3区）
- 町田忠治（秋田4区）
- 河野正義（茨城2区）
- 原脩次郎（茨城6区）

- 加藤政之助（埼玉6区）
- 平沼亮三（神奈川1区）
- 山宮藤吉（神奈川5区）
- 室木弥次郎（石川4区）
- 岡部次郎（長野9区）

- 片岡直温（京都2区）
- 川崎安之助（京都3区）
- 斎藤隆夫（兵庫13区）
- 小寺謙吉（兵庫14区）
- 小西和（香川4区）

- 河波荒次郎（福岡6区）
- 西英太郎（佐賀4区）

政友本党
6名
- 池田亀治（秋田7区）
- 石原正太郎（富山6区）
- 熊谷五右衛門（福井3区）
- 中林友信（大阪10区）
- 中村啓次郎（和歌山1区）

- 岸本賀昌（沖縄1区）

立憲政友会
17名
- 細梅三郎（山形6区）
- 宮本逸三（茨城3区）
- 榊原経武（栃木4区）
- 斎藤珪次（埼玉4区）
- 土屋清三郎（千葉6区）

- 木村政次郎（千葉8区）
- 磯部尚（東京6区）
- 笠原忠造（長野1区）
- 佐々木文一（岐阜7区）
- 木戸豊吉（京都5区）

- 隅田豊吉（和歌山3区）
- 古川清（島根6区）
- 生田和平（徳島4区）
- 山口恒太郎（福岡8区）
- 赤間嘉之吉（福岡10区）

- 山内範造（福岡11区）
- 手塚正次（沖縄2区）

革新倶楽部
2名
- 高島兵吉（徳島5区）
- 大内暢三（福岡14区）

実業同志会
1名
- 河崎助太郎（岐阜1区）

中立
8名
- 磯部保次（茨城7区）
- 高木益太郎（東京5区）
- 増田義一（新潟3区）
- 高鳥順作（新潟11区）
- 武藤嘉門（岐阜3区）

- 小川郷太郎（岡山5区）
- 秋田寅之介（山口1区）
- 児玉右二（山口3区）

### 引退・不出馬・落選
計266名
憲政会
48名
- 友田文次郎（北海道4区）
- 岡本幹輔（北海道5区）
- 平出喜三郎（北海道12区）
- 黒金泰義（山形2区）
- 佐藤啓（山形3区）
- 鈴木周三郎（福島3区）
- 松井鉄夫（群馬2区）
- 本間三郎（群馬5区）
- 野呂丈太郎（埼玉1区）
- 斎藤小十郎（埼玉2区）

- 高田良平（埼玉3区）
- 鵜沢宇八（千葉4区）
- 田川平三郎（神奈川4区）
- 出口直吉（神奈川5区）
- 斎藤巳三郎（新潟1区）
- 牧口義矩（新潟9区）
- 香川保忠（富山3区）
- 浅野順平（石川4区）
- 野尻弥重郎（福井2区）
- 森山儀文治（長野2区）

- 山辺常重（長野6区）
- 加藤定吉（静岡7区）
- 井上剛一（静岡9区）
- 石井研二（静岡10区）
- 磯貝浩（愛知1区）
- 早川龍介（愛知10区）
- 津原武（京都7区）
- 紫安新九郎（大阪4区）
- 野田文一郎（兵庫1区）
- 内藤浜治（兵庫9区）

- 正木照蔵（兵庫14区）
- 下田勘次（鳥取2区）
- 高橋久次郎（島根3区）
- 佐々木千秀（広島2区）
- 龍口了信（広島6区）
- 佐久間啓荘（広島7区）
- 吉田中（広島12区）
- 藤井啓一（山口1区）
- 門屋尚志（愛媛2区）
- 森達三（愛媛4区）

- 定行八郎（福岡6区）
- 古賀三千人（福岡10区）
- 武富時敏（佐賀2区）
- 本田恒之（長崎1区）
- 川副綱隆（長崎2区）
- 田川大吉郎（長崎3区）
- 中島照寛（熊本5区）
- 三浦得一郎（宮崎3区）

政友本党
90名
- 中西六三郎（北海道12区）
- 北山一郎（青森1区）
- 宇野勇作（青森3区）
- 阿部武智雄（青森5区）
- 梅田潔（青森7区）
- 三浦権兵衛（秋田3区）
- 成田直一郎（秋田4区）
- 添田敬一郎（山形1区）
- 小山田信蔵（茨城1区）
- 宮古啓三郎（茨城5区）
- 市村貞造（茨城6区）
- 高柳淳之助（茨城8区）
- 高野毅（茨城9区）
- 波多野承五郎（栃木4区）
- 田村順之助（栃木4区）
- 今井今助（群馬5区）
- 斎藤寿雄（群馬6区）
- 西川嘉門（千葉7区）

- 竹沢太一（千葉9区）
- 高橋義信（東京8区）
- 長谷場敦（東京13区）
- 木村清三郎（新潟2区）
- 田辺熊一（新潟4区）
- 佐藤栄吉（新潟5区）
- 丸山嵯峨一郎（新潟7区）
- 高橋金治郎（新潟8区）
- 青木恒太郎（新潟10区）
- 鈴木義隆（新潟12区）
- 菅野伝右衛門（富山2区）
- 米沢与三次（富山4区）
- 広瀬鎮之（富山6区）
- 西村正則[注釈 1]（石川2区）
- 戸水寛人（石川3区）
- 益谷秀次（石川5区）
- 柳原九兵衛（福井2区）
- 野村勘左衛門（福井3区）

- 加藤勝康（福井4区）
- 小坂順造（長野1区）
- 塚原嘉藤（長野7区）
- 山田永俊（岐阜1区）
- 木村作次郎（岐阜2区）
- 大道寺慶男（岐阜4区）
- 川村数郎（岐阜4区）
- 匹田鋭吉（岐阜6区）
- 野呂駿三（岐阜7区）
- 北井波治目（静岡8区）
- 加藤重三郎（愛知1区）
- 下出民義（愛知4区）
- 加藤紋右衛門（愛知5区）
- 山本清三郎（愛知6区）
- 瀧正雄（愛知7区）
- 斎藤鷲太郎（愛知11区）
- 吉原祐太郎（愛知13区）
- 天春文衛（三重5区）

- 吉村鉄之助（滋賀1区）
- 風間八左衛門（京都3区）
- 樋口伊之助（大阪1区）
- 中橋徳五郎（大阪3区）
- 赤田瑳一（大阪4区）
- 坪田十郎（兵庫1区）
- 菊川惣吉（兵庫2区）
- 木下甚三郎（兵庫7区）
- 改野耕三（兵庫11区）
- 磯田粂三郎（奈良1区）
- 津野田是重（奈良3区）
- 玉置良直（奈良5区）
- 山口熊野（和歌山4区）
- 山口嘉蔵（鳥取3区）
- 佐野正雄（島根1区）
- 若林徳懋（島根6区）
- 福井三郎（岡山7区）
- 井上角五郎（広島13区）

- 阪上貞信（山口3区）
- 岡順次（徳島5区）
- 矢野丑乙（愛媛6区）
- 渡邊修（愛媛7区）
- 水野吉太郎（高知1区）
- 竹内明太郎（高知5区）
- 木下十四三（佐賀3区）
- 石川三郎（佐賀4区）
- 南里琢一（佐賀4区）
- 中倉万次郎（長崎5区）
- 一宮房治郎（大分5区）
- 柿原政一郎（宮崎1区）
- 樋渡次右衛門（鹿児島3区）
- 海江田準一郎（鹿児島4区）
- 日野辰次（鹿児島7区）
- 岩崎宗茂助（鹿児島7区）
- 花城永渡（沖縄2区）
- 石川善盛（沖縄3区）

立憲政友会
81名
- 石黒長平（北海道7区）
- 木下成太郎（北海道9区）
- 久慈貫一（岩手3区）
- 河野喜蔵（岩手4区）
- 佐藤良平（岩手7区）
- 野副重一（宮城3区）
- 中島鵬六（宮城4区）
- 佐藤庄助（宮城5区）
- 高橋長七郎（宮城6区）
- 遠藤良吉（宮城7区）
- 高橋辰二（山形4区）
- 鶴見孝太郎（山形5区）
- 高橋善五郎（山形6区）
- 鐸木三郎兵衛（福島1区）
- 石川淳（福島2区）
- 白井博之（福島9区）
- 松本孫右衛門（福島10区）

- 谷津新八郎（茨城2区）
- 鈴木錠蔵（茨城7区）
- 植竹龍三郎（栃木1区）
- 石川玄三（栃木2区）
- 友常穀三郎（栃木3区）
- 松岡俊三（栃木5区）
- 今泉嘉一郎（群馬4区）
- 長谷川宗治（埼玉3区）
- 山崎猛（埼玉4区）
- 指田義雄（埼玉5区）
- 竜野周一郎（埼玉6区）
- 中山佐市（千葉1区）
- 鵜澤總明（千葉6区）
- 若尾幾造（神奈川1区）
- 吉野小一郎（神奈川5区）
- 小塩八郎右衛門（神奈川6区）
- 森恪（神奈川7区）

- 飯島信明（山梨2区）
- 穴水要七（山梨3区）
- 三枝彦太郎（山梨5区）
- 内山安兵衛（東京16区）
- 秋本喜七（東京16区）
- 伊藤虎助（新潟6区）
- 武田徳三郎（新潟11区）
- 宮沢長治（長野3区）
- 小田切磐太郎（長野4区）
- 春日俊文（長野5区）
- 佐藤寅太郎（長野9区）
- 池田猪三次（静岡9区）
- 舞田寿三郎（愛知12区）
- 岩本平蔵（三重9区）
- 安原仁兵衛（滋賀2区）
- 西村伊亮（滋賀5区）
- 中村喜平（滋賀6区）

- 奥繁三郎（京都5区）
- 大島実太郎（京都6区）
- 久下豊忠（和歌山1区）
- 望月政友（和歌山3区）
- 清瀬規矩雄（鳥取4区）
- 島田俊雄（島根5区）
- 佐々木志賀二（岡山3区）
- 河相三郎（広島4区）
- 国重政亮（山口5区）
- 浅石恵八（徳島3区）
- 大森貞資（香川3区）
- 蓮井藤吉（香川4区）
- 大林森次郎（香川5区）
- 深見寅之助（愛媛3区）
- 坂本素魯哉（高知3区）
- 国沢新兵衛（高知4区）
- 有馬秀雄（福岡2区）

- 毛里保太郎（福岡3区）
- 野口忠太郎（福岡7区）
- 三好徳松（福岡10区）
- 辻勇夫（福岡11区）
- 吉原正隆（福岡13区）
- 樋口典常（福岡14区）
- 富安保太郎（福岡15区）
- 崎山克治（福岡16区）
- 門田新松（熊本3区）
- 松野鶴平（熊本4区）
- 上塚司（熊本5区）
- 久木田叶（鹿児島3区）
- 仲田徳三（沖縄4区）

革新俱楽部
18名
- 菊池良一（青森2区）
- 斎藤宇一郎（秋田5区）
- 最上直吉（秋田7区）
- 添田飛雄太郎（秋田7区）
- 石川長右衛門（山形5区）

- 鈴木久次郎（千葉8区）
- 鈴木梅四郎（東京1区）
- 近藤達児（東京5区）
- 佐々木安五郎（東京6区）
- 倉石知蔵（新潟3区）

- 大竹貫一（新潟7区）
- 野溝伝一郎（長野11区）
- 高柳覚太郎（静岡2区）
- 渡辺昭（京都2区）
- 村田虎之助（大阪4区）

- 中川幸太郎（兵庫6区）
- 前川虎造（和歌山3区）
- 押川方義（愛媛1区）

中立
29名
- 大矢馬太郎（岩手1区）
- 鈴木巌（岩手2区）
- 根本正（茨城3区）
- 仙波太郎（岐阜3区）
- 千賀千太郎（愛知3区）
- 越山太刀三郎（三重1区）
- 小菅剣之助（三重2区）
- 荻田悦造（三重7区）
- 奥村千太郎（滋賀4区）
- 竹上藤次郎（京都1区）

- 奥村安太郎（京都2区）
- 森下亀太郎（大阪1区）
- 上畠益三郎（大阪2区）
- 上田弥兵衛（大阪3区）
- 木村権右衛門（大阪6区）
- 南鼎三（大阪10区）
- 山邑太三郎（兵庫4区）
- 鎌田三郎兵衛（兵庫13区）
- 山本藤助（鳥取1区）
- 有森新吉（岡山1区）

- 守屋松之助（岡山5区）
- 山科慎次郎（広島3区）
- 矢島専平（山口7区）
- 窪井義道（山口8区）
- 松島肇（徳島4区）
- 納富陳平（福岡8区）
- 副島義一（佐賀1区）
- 臼井哲夫（長崎4区）
- 松下禎二（鹿児島5区）

## エピソード
- この選挙ではローマ字論に基づいて、初めてローマ字での投票が認められた。[要出典]